# Luigi Nazari di Calabiana
Luigi Nazari di Calabiana (Savigliano, 27 luglio 1808 – Groppello d'Adda, 23 ottobre 1893) è stato un arcivescovo cattolico e politico italiano, nobile dei conti di Calabiana, senatore del Regno di Sardegna (e poi del Regno d'Italia), particolarmente celebre per la crisi di governo del 1855 che porta il suo nome.
La sua nomina ad arcivescovo di Milano risolse la difficile crisi data dalla nomina di Paolo Angelo Ballerini nel giugno 1859 (in piena seconda guerra di indipendenza) da parte di papa Pio IX su indicazione dell'Imperatore d'Austria e non accettata dal Regno d'Italia.

## Biografia

### I primi anni e l'episcopato a Casale
Luigi Nazari di Calabiana nacque a Savigliano, nel cuneese, il 27 luglio 1808, figlio di Filippo Nazari, conte di Calabiana, e di sua moglie, la nobildonna Sofia Toesca dei conti di Castezzo. Deciso a intraprendere la carriera ecclesiastica sin dalla giovane età, studiò dapprima al seminario di Bra e poi, dal 1826, all'Università di Torino. Fu ordinato sacerdote nella capitale piemontese il 29 maggio 1831. Addotta la necessità di prendersi cura della sua famiglia, ottenne la possibilità di esercitare il sacerdozio nella parrocchia della sua città natale.
Venne nominato vescovo di Casale il 17 marzo 1847 su suggerimento di Carlo Alberto di Savoia (dopo due rifiuti da parte del presule), confermato da papa Pio IX il 12 aprile e consacrato vescovo il 6 giugno di quello stesso anno a Roma, per mano del cardinale Ugo Pietro Spinola, co-consacranti l'arcivescovo titolare di Damasco, Domenico Lucciardi, ed il vescovo ausiliare di Sabina, monsignor Domenico Angelini. Il 22 agosto fece il suo ingresso ufficiale nella cattedrale di Casale Monferrato. 
Come vescovo di Casale Monferrato, si fece da subito attivo promotore di una campagna per la difesa dell'antica cattedrale cittadina, in stile romanico, dalla minaccia di demolizione.
Fu elemosiniere del re di Sardegna dal 1847 e consigliere di Stato straordinario dal 20 gennaio 1848, nonché membro onorario del Capitolo dell'insigne Collegiata di Sant'Andrea di Savigliano. Venne nominato senatore da re Carlo Alberto il 3 maggio 1848, prestando giuramento alla corona di Sardegna il 22 maggio di quello stesso anno. Cercò di opporsi senza successo alla riforma Siccardi del 1850 con la quale si intendevano revocare alcuni antichi privilegi alla chiesa cattolica in Piemonte come la presenza di un foro ecclesiastico, la soppressione degli ordini religiosi e l'introduzione del matrimonio civile. Dato che la principale esigenza addotta alla soppressione degli ordini religiosi da parte del governo era la confisca dei possedimenti ad essi annessi per l'esigenza di appianare i debiti dello stato, il Nazari si fece promotore di una campagna di mediazione con la Santa Sede che avrebbe pagato una sorta di "riscatto" per poter mantenere il possesso dei beni religiosi sul suolo piemontese, rifondendo lo stato di quanto avrebbe potuto godere dalla vendita di detti beni se giudicati come necessari. Luigi Nazari di Calabiana guidò nuovamente l'opposizione alle riforme del conte di Cavour del 1855 che intendevano seguire il principio del "libera chiesa in libero stato", provocando la crisi di governo che portò alle dimissioni dello stesso presidente del Consiglio, pur col passaggio infine della legge. Dopo questi fatti rinunciò alla sua attività da senatore del Regno, dedicandosi pienamente all'attività ecclesiastica, pur non rinunciando alla carica. L'ultima volta che si presentò in Senato fu nel 1865.
Stimato anche dai successori di Carlo Alberto, monsignor Calabiana sarà in seguito nominato grand'ufficiale dell'Ordine della Corona d'Italia da re Vittorio Emanuele II il 22 aprile 1868 e cavaliere dell'Ordine Supremo della Santissima Annunziata, la massima onorificenza di Casa Savoia, da re Umberto I nel 1887.

### Arcivescovo di Milano

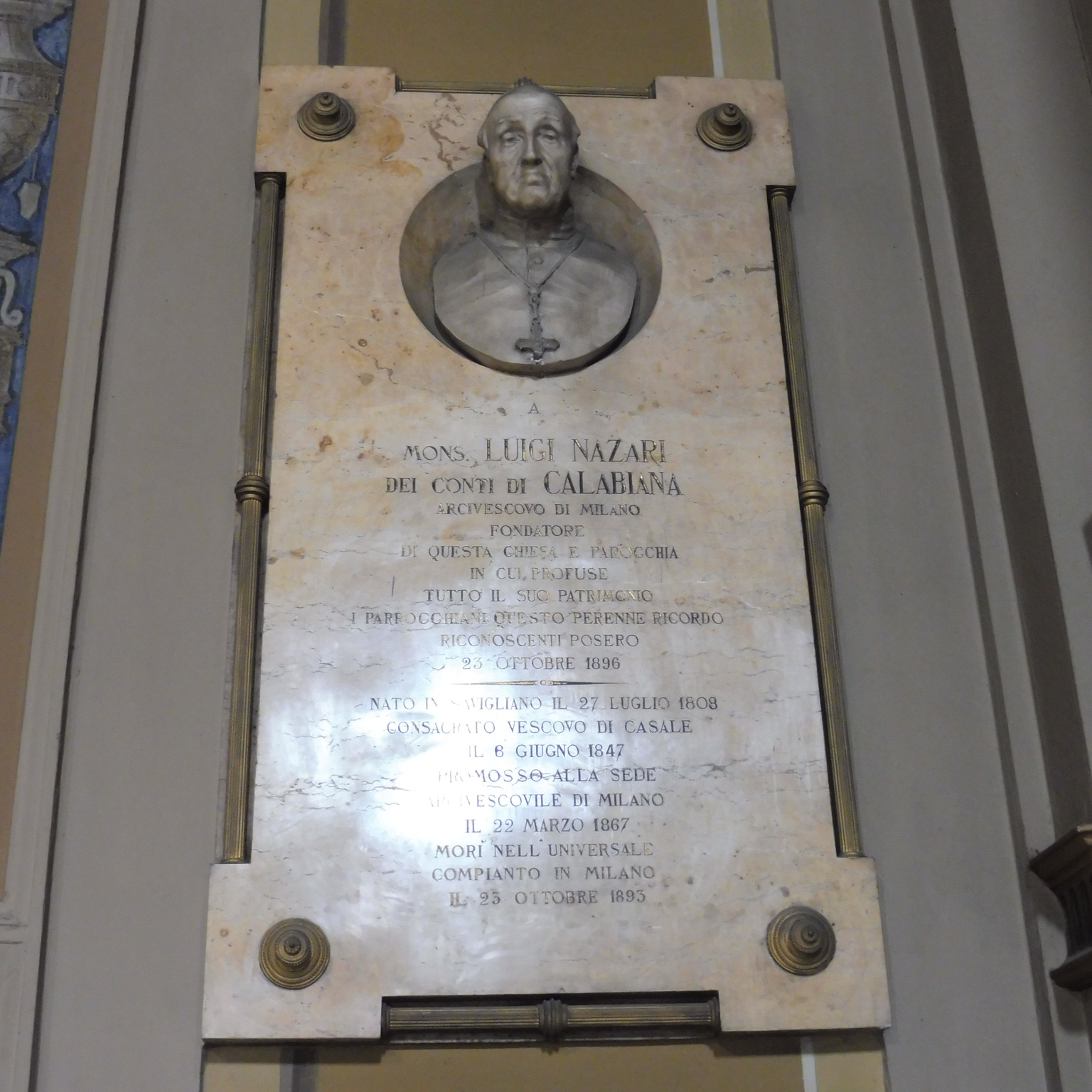
Lapide e busto in onore dell'arcivescovo Nazari di Calabiana nella chiesa milanese di San Gioachimo da lui consacrata

Inizialmente candidato alla sede arcivescovile di Torino, nel 1867 il Nazari di Calabiana venne nominato da papa Pio IX al ruolo di arcivescovo di Milano, prescelto esplicitamente per risolvere la crisi che era venuta a crearsi nella più popolosa ed estesa tra le diocesi italiane. Il suo predecessore alla cattedra di Sant'Ambrogio, l'arcivescovo Paolo Angelo Ballerini, era stato suggerito da Francesco Giuseppe d'Austria per occupare l'arcidiocesi di Milano, ma a questi non era stato permesso di entrare in città dal momento che il regno di Sardegna aveva occupato militarmente la Lombardia a seguito della seconda guerra d'indipendenza italiana. In un periodo di ostilità tra la Santa Sede e Casa Savoia (poi Regno d'Italia), il Nazari di Calabiana venne considerato come l'uomo giusto al momento giusto per le sue posizioni conciliatrici tra Stato e Chiesa, al contrario del Ballerini che durante il periodo di reggenza del Calabiana risiedette a Seregno, rifiutandosi di lasciare l'arcidiocesi e continuando a criticare l'operato del neonato regno. Tuttavia, la nomina di un vescovo apprezzato da Casa Savoia lasciò conseguenze nei suoi rapporti con la Santa Sede, cosicché il Calabiana non fu mai nominato cardinale.

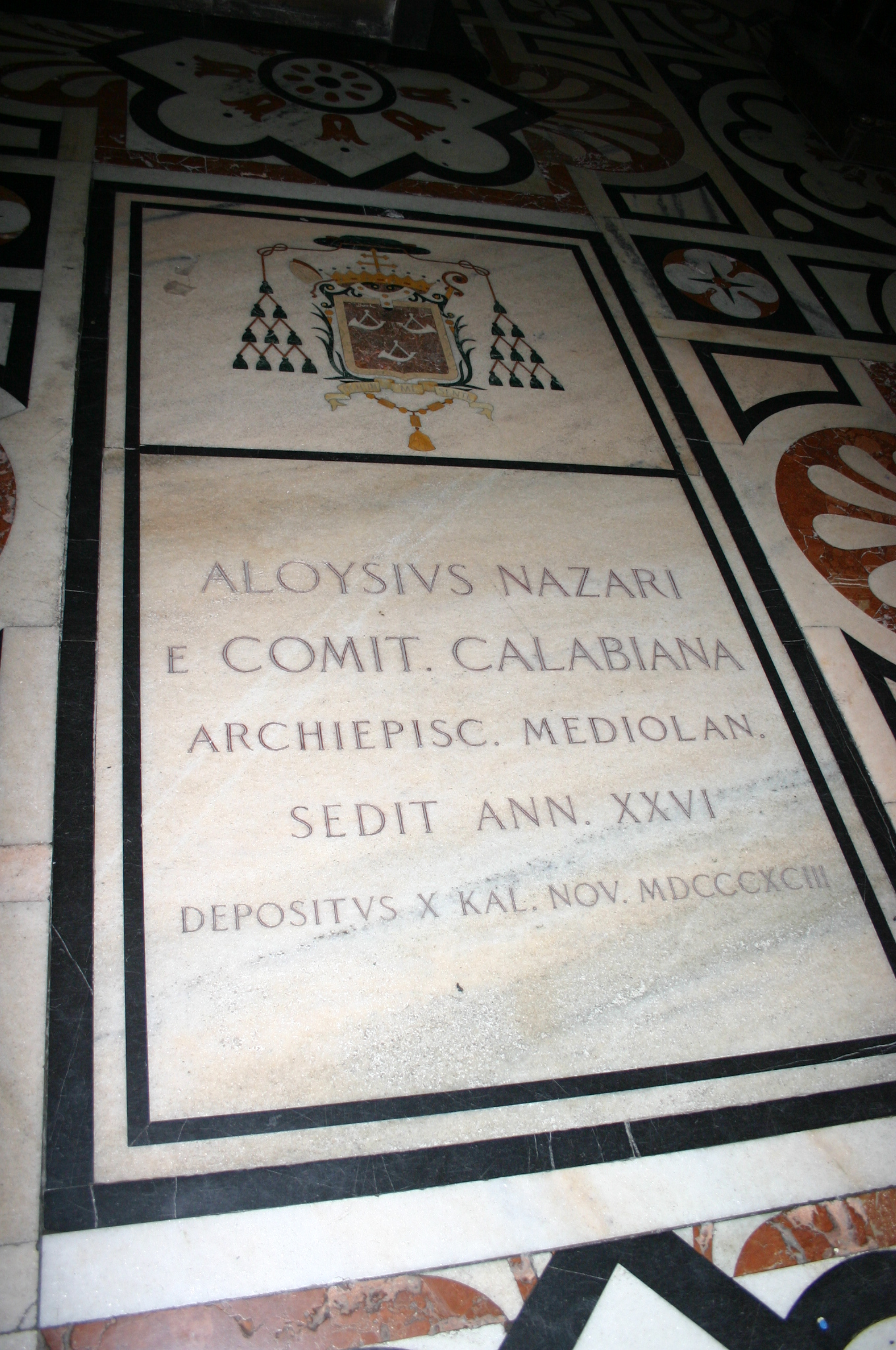
La tomba di Luigi Nazari nel Duomo di Milano.

Fece il suo ingresso nel duomo di Milano il 23 giugno 1867, ma senza pompa a causa dell'epidemia di colera e delle difficoltà economiche dell'arcidiocesi dopo otto anni di incertezze e mala amministrazione senza un pastore attivo alla sua guida.
Come arcivescovo di Milano, il Nazari di Calabiana è ricordato in particolar modo per la sua attività sociale, per il restauro delle antiche basiliche milanesi e per l'erezione di nuove chiese nelle aree periferiche della città, nonché per la straordinaria scoperta delle reliquie di Sant'Ambrogio e dei Santi Gervaso e Protaso, ritrovate in un antico sarcofago sotto l'altare della Basilica di Sant'Ambrogio.
Riformò personalmente il programma d'istruzione dei seminari inferiori, adattandolo ai programmi delle scuole pubbliche del regno d'Italia, non mancando di riformare anche i programmi e la formazione previsti per il seminario maggiore di Milano, attirandosi per questo le critiche dei circoli cattolici più conservatori e del giornale L'Osservatore Cattolico.
Morì il 23 ottobre 1893 all'età di 85 anni e venne sepolto nel piccolo cimitero di Groppello d'Adda, dove si trovava la residenza estiva dell'arcivescovo, poiché il governo non ne permise la sepoltura a Milano per ragioni epidemiologiche. Al suo capezzale era presente re Umberto I di Savoia. Il 14 novembre 1912 la salma venne traslata nel Duomo di Milano.

## Il cattolicesimoconciliatorista
Quando il Calabiana prese possesso dell'arcidiocesi ambrosiana il 23 giugno 1867, la crisi istituzionale era finita, ma nell'arcidiocesi di Milano occorreva sanare le divisioni fra laicato e clero, e fra clero secolare e clero regolare (quest'ultimo era la componente più favorevole al Papa e al suo dominio temporale, e dunque più ostile al nuovo Stato nazionale italiano).
L'arcivescovo Calabiana veniva considerato un esponente dei conciliatoristi, come venivano chiamati quegli esponenti cattolici che cercavano di diminuire l'attrito tra lo Stato e la Chiesa. Per contro l'arcivescovo Ballerini, nel suo quasi esilio di Seregno, veniva considerato il punto di riferimento degli intransigenti cioè quei cattolici che si ponevano in totale opposizione allo stato nazionale.
Al Concilio Vaticano I del 1870, Ballerini sostenne la proclamazione del dogma dell'infallibilità papale, mentre Calabiana appartenne alla minoranza anti-infallibilista, anche se poi obbedì e invitò la sua arcidiocesi all'obbedienza.

## Genealogia episcopale e successione apostolica
La genealogia episcopale è:
- Cardinale Scipione Rebiba
- Cardinale Giulio Antonio Santori
- Cardinale Girolamo Bernerio, O.P.
- Arcivescovo Galeazzo Sanvitale
- Cardinale Ludovico Ludovisi
- Cardinale Luigi Caetani
- Cardinale Ulderico Carpegna
- Cardinale Paluzzo Paluzzi Altieri degli Albertoni
- Papa Benedetto XIII
- Papa Benedetto XIV
- Cardinale Enrico Enriquez
- Arcivescovo Manuel Quintano Bonifaz
- Cardinale Francisco Antonio de Lorenzana y Butrón
- Cardinale Giuseppe Maria Spina
- Cardinale Ugo Pietro Spinola
- Arcivescovo Luigi Giuseppe Nazari di Calabiana

La successione apostolica è:
- Vescovo Angelo Bersani-Dossena (1875)

## Araldica
| Stemma | Descrizione                                     | Blasonatura |
|        | Luigi Nazari di Calabiana Arcivescovo di Milano | Di rosso a tre corni da caccia al naturale, i primi due addossati, il terzo posto come il primo. Ornamenti esteriori da arcivescovo metropolita. |